# Laurent Paturaud
Laurent Paturaud, né en 1969 à Chartres, est un illustrateur et un dessinateur de bande dessinée français.

## Biographie
Il suit une formation en graphisme publicitaire. En 2001, à la suite de sa rencontre avec Thomas Mosdi, tous deux collaborent pour Les passants du clair de lune, série publiée chez Glénat à partir de 2003. Il est le conjoint d'Esther Gil, scénariste de bande dessinée.
Installés à Alençon, Esther Gil et Laurent Paturaud créent un album sur Victor Hugo : Victor Hugo aux Frontières de l'Exil, paru en 2013 (éditions Daniel Maghen). Les auteurs se sont intéressés à la période de l'exil à Jersey et imaginent que la mort de Léopoldine Hugo est le fruit d'un crime. Les deux conjoints s'installent à Cusset. Ils créent une bande dessinée sur Mata Hari, qui paraît en 2019,. La scénariste a souhaité dépeindre « une ode à l'amour fou qui peut pousser à prendre des décisions parfois inconsidérées ».

## Œuvre

### Albums
- Les Contes de l'Ankou, Soleil Productions, collection Soleil Celtic
  1.  Au Royaume des Morts…, scénario de Jean-Luc Istin et Fabuel, dessins de Laurent Paturaud, Olivier Ledroit, Jacques Lamontagne et Gwendal Lemercier, 2007  (ISBN 978-2-84946-798-5)
- Les Passants du clair de lune, scénario de Thomas Mosdi, dessins de Laurent Paturaud, Glénat, collection La Loge noire
  1. La Fraternal Compagnia, 2003  (ISBN 2-7234-3744-2)
  2. Le Chant du Bouc, 2004  (ISBN 2-7234-4370-1)
  3. Sabazius, 2005  (ISBN 2-7234-4822-3)
- Succubes, scénario de Thomas Mosdi, Soleil Productions, collection Secrets du Vatican
  1. Camilla, dessins de Laurent Paturaud, 2009  (ISBN 978-2-302-00539-6)
- Victor Hugo, aux frontières de l'exil, scénario d'Esther Gil, Daniel Maghen, 2013  (ISBN 978-2-356-74031-1) (BNF 43661754)
- Mata Hari[7] (dessin), scénario d'Esther Gil, Daniel Maghen, septembre 2019  (ISBN 978-2-356-74075-5)  (ISBN 978-2-356-74075-5)